# HY Гончих Псов
HY Гончих Псов (лат. HY Canum Venaticorum) — двойная затменная переменная звезда типа W Большой Медведицы (EW) в созвездии Гончих Псов на расстоянии приблизительно 1680 световых лет (около 515 парсек) от Солнца. Звёздная величина диапазона CV звезды — от +14,95m до +14,58m. Орбитальный период — около 0,2289 суток (5,4932 часа).
Открыта группой астрономов проекта LINEAR в 2013 году*.

## Характеристики
Первый компонент — оранжевая звезда спектрального класса K2V. Масса — около 4 солнечных, радиус — около 1,42 солнечного, светимость — около 0,94 солнечной. Эффективная температура — около 4775 K.
Второй компонент — оранжевый карлик спектрального класса K. Масса — около 0,74 солнечной, радиус — около 0,67 солнечного, светимость — около 0,23 солнечной. Эффективная температура — около 4872 K.